# Bulstrode Whitelocke
Bulstrode Whitelocke, född 6 augusti 1605 i London, död 28 juli 1675 i Chilton, Wiltshire, var en engelsk jurist och politiker. Han var också Lord Keeper i Kungariket England.
Bulstrode Whitelocke var äldste son till domaren Sir James Whitelocke och Elizabeth Bulstrode. Han döptes den 19 augusti 1605. Efter en kort skolning på Eton College skrevs Whitelocke in på St John's College i Oxford, men avlade inte någon examen. Han kallades 1626 till barrister vid Middle Temple, ett av Londons Inns of Court. Två år senare utsågs han till skattmästare. 
Whitelocke var medlem av parlamentet från 1626 och invaldes 1640 som ledamot i det långa parlamentet, som inkallats av kung Karl I, där han spelade en stor roll vid Staffords fall. I striden mellan kungen och parlamentet stod han på parlamentets sida och blev Oliver Cromwells rådgivare.

## Ambassadör vid svenska hovet
Huvudartikel: Bullstr. Whitelockes dag-bok öfver dess ambassade til Sverige åren 1653 och 1654
Bulstrode Whitelocke sändes av Oliver Cromwell 1653–1654 på en ambassad till drottning Kristina i Sverige. Han förhandlade fram en vänskapspakt mellan Sverige och England. Han anses vara den första engelska, och brittiska, ambassadören till Sverige, även om detta uppdrag inte var på en permanent basis.
Hans skrev dagbok från tiden i Sverige, vilken utgavs på engelska första gången 1772 och på svenska 1777 under titeln Bullstr. Whitelockes dag-bok öfver dess ambassade til Sverige åren 1653 och 1654
Whitelocke blev vittne till den dåvarande dryckeskulturen bland adeln i Sverige som drack kopiöst mycket på fester och tillställningar. Whitelocke själv vägrade att "ständigt skåla" med sina svenska värdar som han också ansåg var farligt för hälsan och en synd mot Gud att dricka så mycket.

## Familj

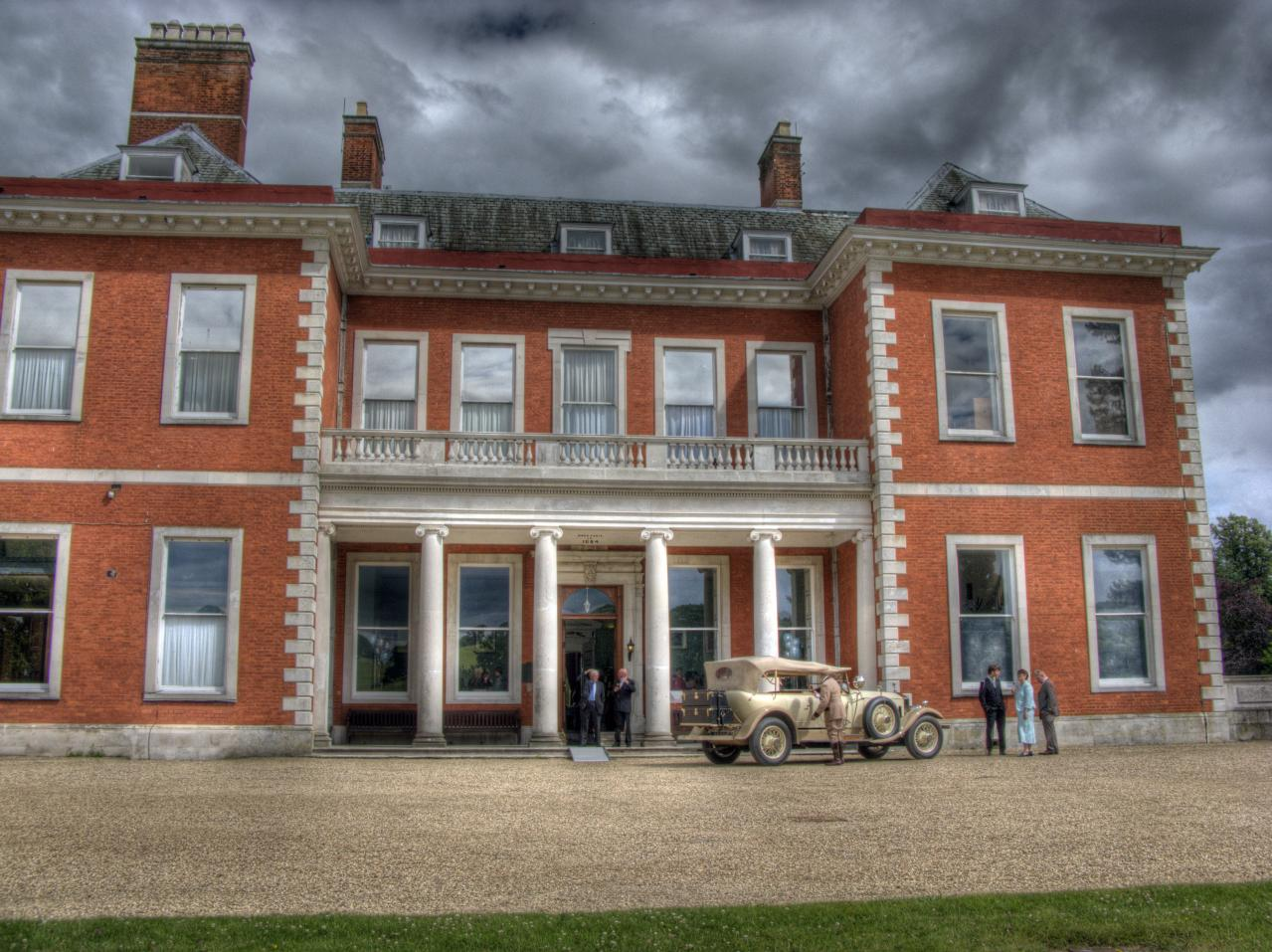
Fawley Court

Whitelocke bodde på Fawley Court i Buckinghamshire, som han hade ärvt efter fadern 1632. Han gav det senare till sonen James  (död 1701) och bodde därefter i avskildhet på Chilton Lodge näta Chilton Foliat i Wiltshire.
Han var gift tre gånger. Första gången var med Rebecca Bennet, med vilken han hade flera barn, inklusive den äldste sonen James. Andra gången var med Frances Willoughby (död 1649), med vilken han hade sonen William Whitelock och sex döttrar. Tredje gången var med Mary Carleton, med vilken han hade minst de två sönerna  Samuel och Carleton.